# Ante Ciliga
Ante Ciliga, o Anton Ciliga, nacido el 20 de febrero de 1898 en Šegotići, cerca de Pula, Croacia y fallecido el 21 de octubre de 1992 en Zagreb, fue un político y escritor croata. Es uno de los fundadores del Partido Comunista Yugoslavo. Opuesto al estalinismo, Ciliga fue por esa razón encarcelado durante varios años en la URSS. Describió su experiencia en su libro Diez años en el país de la mentira desconcertante, publicado por primera vez en 1938.  

## Biografía
Después de la Primera Guerra Mundial, Ante Ciliga se adhiere al Partido Socialista Croata y después se adhiere al Partido Comunista Yugoslavo a partir de 1920. Continúa sus estudios de historia y de filosofía en el exilio y participa en la creación de la Federación internacional de estudiantes marxistas. Obtiene un doctorado de Historia en la Universidad de Zagreb. Una vez miembro de la oficina política del Comité Central del Partido Comunista Yugoslavo, es distinguido por la plana mayor del Komintern que le confía la dirección de la lucha revolucionaria en Europa Central.
Expulsado de Yugoslavia en 1925, se traslada a Moscú en 1926 para ser profesor. Toma entonces conciencia de la realidad del régimen soviético y decide unirse a la oposición a Stalin. Participando en un grupo clandestino asimilado al trotskismo, Ciliga es arrestado el 21 de mayo de 1930 por la policía política estalinista. 
Arrestado en Leningrado, juzgado por el Colegio especial de la Checa sin haber sido audicionado, Ciliga es encarcelado durante tres años en el isolador político de Verkhneouralsk, reservado a los « prisioneros de marca ». Allí conoce a varios opositores rusos como Serge Tigounov, miembro del « Grupo obrero », cuyo líder era Gavril Miasnikov. Durante esos años, Ciliga llega a la conclusión que el leninismo lleva en si los gérmenes de la descomposición que conoce entonces Rusia, y que no es un regreso a las raíces del bolchevismo que podría enderezar la situación. En 1933, es deportado a Ienisseisk, en Siberia. Pero debido a su nacionalidad italiana y gracias a una campaña en su favor desde Occidente, es finalmente expulsado de la URSS en diciembre de 1935. Se establece entonces en París.
En 1936 y 1937, escribe En el país de la gran mentira que se publica en 1938. Es un relato de sus años en la Unión Soviética y un análisis político de su régimen al que consideraba como un capitalismo de Estado. Esta obra es aumentada varias veces y su versión definitiva lleva el título de Diez años en el país de la mentira desconcertante (en francés, "Dix ans au pays du mensonge déconcertant"). En Francia, Ciliga acaba en agosto de 1941 la redacción del segundo tomo de sus memorias : Sibérie, Terre de l'Exil et de l'Industrialisation.
Ciliga tiene la posibilidad de establecerse en Estados Unidos pero prefiere volver a Croacia en diciembre de 1941 cuando el país es aliado a la Alemania nazi bajo la dictadura de Ante Pavelić. Ciliga es arrestado poco tiempo después de su llegada por la policía ustacha y enviado al campo de concentración de Jasenovac como condenado a muerte. Sin embargo, es liberado el primero de enero de 1943, quizás gracias a ciertas personas favorables a los Aliados entre las autoridades croatas cuando las fuerzas alemanas estaban en dificultad en la URSS. Ciliga da conferencias en la universidad de Zagreb y escribe artículos en el diario Spremmost, considerado como un órgano de prensa favorable a los Aliados. 
Poco después del desembarco en Normandía, en junio de 1944, Ciliga viaja a Berlín como periodista, probablemente por curiosidad pero también por el peligro de la llegada previsible del poder comunista en Yugoslavia. La etiqueta de « trotskysta » que lleva es entonces en los Balcanes equivalente a una condena de muerte. Escapando de Berlín que iba a ser tomada por el Ejército rojo, Ciliga llega a Francia y después a Italia. A lo largo de los años de la posguerra, se desplaza entre París y Roma, siempre inquieto por la amenaza de los potentes partidos comunistas de esos dos países. Continúa escribiendo durante esos años y se establece en Roma.
Sus preocupaciones se desplazan entonces hacia la cuestión de las nacionalidades en Yugoslavia. Establece un paralelismo entre la dominación rusa en Unión Soviética y la dominación serbia en Yugoslavia. Es favorable al establecimiento de Estados soberanos democráticos, dentro de los cuales los derechos de las minorías estarían garantizados. En 1969, Ciliga viaja por primera y última vez a Estados Unidos para asistir a un simposio en la universidad de Carolina del Sur. También escribe en diarios de la diáspora croata, convirtiéndose en uno de sus miembros políticos destacados. Ya en la vejez, vuelve a Croacia donde acaba su vida.

## Cita
« Ni Dios ni amo, me decía una voz desde lo más profundo de mi subconsciente. Era perceptible, firme, imperativa. El retrato de Lenin que estaba sobre la mesa de mi celda acabó roto en mil pedazos y lo tiré a la basura... » - Diez años en el país de la mentira desconcertante (1950)

## Anexos